# Plošča Ukraïns'kych Heroïv
La Plošča Ukraïns'kych Heroïv (in ucraino Площа Українських Героїв?, "Piazza degli Eroi ucraini") è una piazza di Kiev, in Ucraina. Si tratta di un'intersezione a forma di triangolo situata tra tre strade: la Velyka Vasyl'kivs'ka vulycja, la vulycja Het'mana Pavla Skoropads'koho e la vulycja Jevhena Čykalenka. La piazza dà il nome alla fermata omonima della metropolitana di Kiev.
Nella piazza si incontrano il distretto di Pečers'k, il distretto Ševčenko e il distretto di Holosiïv.

## Storia

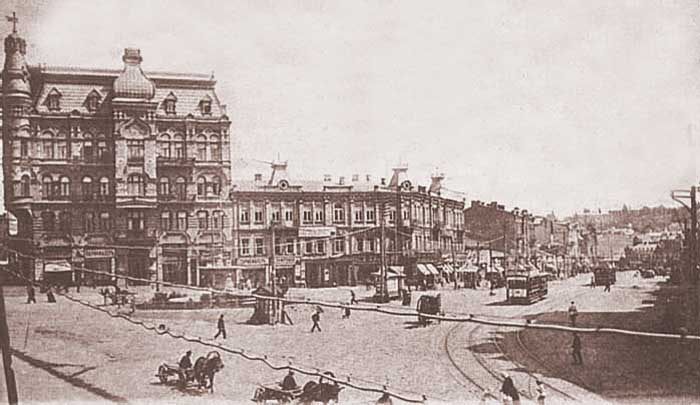
La piazza nel 1900.

Venne costruita a un certo punto durante la seconda metà del diciannovesimo secolo, e all'inizio era nota con il nome non ufficiale di Ploščad' Šuljavskaja (in russo Площадь Шулявская?) dal nome che un tempo aveva la vulycja Skoropads'koho, che portava a un villaggio con quel nome al di fuori della città. Nel 1891 la strada venne rinominata Karavaevskaja in onore del dottore kieviano Volodymyr Karavajev, e nel 1920 divenne la via Tolstoj in onore dello scrittore russo Lev Nikolaevič Tolstoj. La piazza divenne nota come Piazza Lev Tolstoj (in ucraino Площа Льва Толстого?, Plošča L'va Tolstoho) negli anni Trenta, ma fu rinominata ufficialmente solo nel 1938.
Nel 1984 venne aperta una stazione della metropolitana al di sotto della piazza. All'inizio degli anni 1990, venne aperto il centro di affari Kyïv-Donbas al numero 42/4 della vulycja Jevhena Čykalenka, uno dei primi edifici della città che in seguito venne usato come sede ucraina della banca Crédit Agricole. La piazza divenne inoltre il punto di arrivo della marcia dell'Uguaglianza, la più grande marcia dell'orgoglio LGBT dell'Ucraina.
Dopo l'invasione russa del paese iniziata il 24 febbraio del 2022, il 23 marzo del 2023 la piazza fu rinominata ufficialmente in Plošča Ukraïns'kych Heroïv, per commemorare i difensori dell'Ucraina.